# L'Amour de mes rêves
Pour plus de détails, voir Fiche technique et Distribution.
L'Amour de mes rêves (In My Dreams) est un téléfilm américain diffusé le 20 avril 2014 sur la chaine ABC.

## Synopsis
Natalie est chef dans un restaurant italien et Nick est architecte. Ils font chacun faire un vœu en jetant une pièce dans une fontaine qui va les faire se rencontrer dans leurs rêves.

## Fiche technique
- Titre original : In My Dreams
- Titre français : L'Amour de mes rêves
- Réalisation : Kenny Leon (en)
- Scénario : Teena Booth, Suzette Couture
- Sociétés de production : Sony Pictures Television
- Pays d'origine :  États-Unis
- Langue originale : anglais
- Format : couleur - 35 mm - 2,35:1 - son stéréo
- Genre : dramatique, sentimental
- Dates de diffusion :
  -  États-Unis : 20 avril 2014 sur ABC[1]
  -  France : 14 février 2017 sur TF1 ; 20 février 2018 sur TF1[2],[3]

 Sauf indication contraire, les informations mentionnées dans cette section peuvent être confirmées par la base de données cinématographiques IMDb,  présente dans la section « Liens externes ».

## Distribution
- Katharine McPhee (VFB : Maia Baran) : Natalie Russo
- Mike Vogel (VFB : Maxime Donnay) : Nick Smith
- JoBeth Williams (VFB : Myriam Thyrion) : Charlotte
- Joe Massingill (VFB : Gregory Praet) : Joe Yablonski
- Rachel Skarsten : Jessa
- Antonio Cupo (VFB : Erico Salamone) : Mario
- Jessalyn Wanlim (VFB : Sophie Frison) : Sharla
- Chiara Zanni : Lori Beth Wacker
- Eric Keenleyside : Mike
- Erica Carroll : Karen
- Jason Cermak : Dan
- Dakota Guppy : Sarah
- Lilah Fitzgerald : Hannah
- Kelly-Ruth Mercier : Carol

Version française
- Société de doublage : Chinkel/VSI Paris (Belgique)
- Direction artistique : Marianne Rosier
- Adaptation des dialogues : Didier Duclos / Xavier Hessenet